# كونو أمييت
كونو أمييت (28 مارس 1868 - 6 يوليو 1961) هو رسام توضيحي ونحات سويسري. يعتبر أول رسام سويسري أعطى الأولوية للون في التكوين، كان رائدا في الفن الحديث في سويسرا. 

## سيرة شخصية
ولد أميت في مدينة سولوتورن ، وكان نجل مستشار كانتون سولوتورن جوزيف إجناز أمييت (1827–1895). التحق بـمدرسة كانتون سولوتورن، حيث تخرج بدرجة ماتورا عام بعد الدراسة مع الرسام فرانك بوشسر ، التحق بأكاديمية الفنون الجميلة في ميونيخ من عام 1886 إلى عام 1888، حيث أصبح صديقًا لجيوفاني جياكوميتي .  في 1888-1892، واصل جياكوميتي وأمييت دراستهما في باريس ، حيث درس أمييت في أكاديمية جوليان تحت إشراف أدولف ويليام بوغيرو وتوني روبرت فلوري وغابرييل فيرير . 

## روابط خارجية
- نصوص عن كونو أمييت في فهرس مكتبة ألمانيا الوطنية